# 21630 Wootensmith
21630 Wootensmith è un asteroide della fascia principale. Scoperto nel 1999, presenta un'orbita caratterizzata da un semiasse maggiore pari a 2,1908184 UA e da un'eccentricità di 0,0519725, inclinata di 1,20713° rispetto all'eclittica.